# Slikarstvo u 1932.
◄◄ | ◄ | 1929. | 1930. | 1931. | 1932.  | 1933. | 1934. | 1935. | ► | ►►
Arhitektura • Astronomija • Biologija • Film • Fotografija • Glazba • Kazalište • Kemija • Kiparstvo • Knjige • Književnost • Kršćanstvo • Meteorologija • Medicina • Planinarstvo • Politika • Pravo • Promet • Slikarstvo • Strip • Šport • Televizija • Znanost • Zrakoplovstvo • Željeznički promet
Slikarstvo u 1932.

## Hrvatska i u Hrvata

### Rođenja
- 20. ožujka: Vladimir Džanko, hrvatski slikar, ilustrator i likovni pedagog († 2018.)

## Vanjske poveznice
|  | Zajednički poslužitelj ima još gradiva o temi Slike iz 1932. |